# Lista de membros associados da Academia Brasileira de Ciências empossados em 1989
Esta lista contém os nomes dos membros associados da Academia Brasileira de Ciências empossados em 1989. 
A categoria de associados foi extinta na reforma estatutária ocorrida em 1999. Ambas as categorias titular e associado são de caráter vitalício. 
| Imagem | Nome                            | Datas de nascimento e falecimento | Local de nascimento | Área de especialização | Alma mater | Data de posse       | Conhecido por | Referências |
| ------ | ------------------------------- | --------------------------------- | ------------------- | ---------------------- | ---------- | ------------------- | ------------- | ----------- |
|        | Maria Auxiliadora Coelho Kaplan | 23 de maio de 1931                | Matipó, MG          | Ciências Químicas      | UFRJ       | 29 de abril de 1989 |               | [ 3 ]       |
|        | Yogiro Hama                     | 22 de maio de 1936                |                     | Ciências Físicas       | USP        | 29 de abril de 1989 |               | [ 4 ]       |